# Liocarcinus depurator
Liocarcinus depurator (лат.) — вид морских плавающих крабов из семейства Polybiidae.
Впервые этот вид был описан Карлом Линнеем в 1758 году в его 10-м издании Systema Naturae. У вида есть синоним Portunus plicatus, который был описан Антуаном Риссо в 1816 году.

## Описание
Обитает в Северном море, Атлантическом океане, а также в Средиземном и Чёрном море. У Liocarcinus depurator пятая пара ног преобразована в широкие лопасти, которые используются для плавания. Ширина карапакса до 50 мм, а длина до 40 мм. Его можно отличить от других крабов, таких как Carcinus maenas, по изогнутым рядам белых пятен на карапаксе.
Самки этого вида достигают зрелости в течение первого года жизни. В Средиземном море нерест происходит зимой.